# Kalte Waffe
Unter einer kalten Waffe versteht man in der Jägersprache eine waidmännisch verwendete Blankwaffe aus Metall, die ihre „Antriebskraft“ aus dem direkten Einsatz von Muskelenergie bezieht. 
Kalte Waffen zählen zu den ältesten Jagdwaffen. Bereits in der Steinzeit haben Jäger Klingenwaffen aus Feuerstein genutzt.
Kalte Waffen dienen unter anderem zum Abfangen und der roten Arbeit am Wild.
Kalte Waffen sind von den Schusswaffen zu unterscheiden. 

## Beispiele für Kalte Waffen
- Bärenspieß
- Hirschfänger
- Jagdmesser
- Jagdsäbel
- Nicker
- Praxe
- Saufeder
- Skinner
- Standhauer
- Tüllmesser
- Waidblatt